# Joan Blos
Joan Winsor Blos (New York, 1928. december 9. – 2017. október 12.) amerikai gyermekkönyvíró.

## Művei
- Just Think (1971)
- A Gathering of Days: A New England Girl's Journal (1979)
- Martin's Hats (1984)
- Brothers of the Heart: A Story of the Old Northwest, 1837–1838 (1985)
- Old Henry (1988)
- The Grandpa Days (1989)
- Lottie's Circus (1989)
- The Heroine of the Titanic: A Tale Both True and Otherwise of the Life of  Molly Brown (1991)
- A Seed a Flower a Minute, an Hour (1992)
- Brooklyn Doesn't Rhyme (1994)
- The Hungry Little Boy (1995)
- Nellie Bly's Monkey: His Remarkable Story in His Own Words (1996)
- One Very Best Valentine's Day (1997)
- Bedtime! (1998)
- Hello, Shoes! (1999)
- Letters From the Corrugated Castle (2007)

## Díjai
- Nemzeti Könyvdíj (National Book Award) (1980)
- Newbery Medal (1980)